# Весняний призов (фільм)
Весняний призов (рос. Весенний призыв) — радянський художній фільм 1976 року, знятий Кіностудією ім. М. Горького.

## Сюжет
У військову частину прибуває поповнення. Основу сюжету становить протистояння заступника командира взводу сержанта Карпенка і «важкого» призовника Полухіна.

## У ролях
- Анна Каменкова — Ірина Петрівна
- Олександр Фатюшин — заступник командира взводу, Сержант Карпенко
- Ігор Костолевський — рядовий Алік Полухін
- Олександр Постников — рядовий Волинець
- Віктор Проскурін — рядовий Конов
- Борис Морозов — старший лейтенант, командир роти
- Михайло Бичков — рядовий Бордуков
- Микола Алексєєв — майор
- Вадим Кондратьєв — капітан
- Юрій Лихачов — підполковник-ветеран
- Віктор Мамаєв — сержант Удальцов
- Віктор Мізін — земляк Карпенка
- Тетяна Мчедлідзе — дружина командира роти
- Леонід Ярмольник — бородань на «Запорожці»
- Наталя Захарова — дівчина в «Запорожці»

## Знімальна група
- Автор сценарію —  Олександр Міндадзе
- Постановка —  Павло Любимов
- Оператор-постановник —  Петро Катаєв
- Художник-постановник —  Семен Веледницький
- Композитор —  Володимир Шаїнський
- Звукооператор —  Гліб Кравецкий